# Ludovic al VI-lea, Landgraf de Hesse-Darmstadt
Ludovic al VI-lea de Hesse-Darmstadt (germană Ludwig; 25 ianuarie 1630 – 24 aprilie 1678) a fost Landgraf de Hesse-Darmstadt din 1661 până în 1678.
A fost fiul cel mare din cei trei ai Landgrafului Georg al II-lea și a Prințesei Sophia Eleonore de Saxonia.

## Căsătorii și copii
Ludovic al VI-lea s-a căsătorit de două ori.
1. La 24 noiembrie 1650 s-a căsătorit cu Maria Elisabeth de Schleswig-Holstein-Gottorp (1634–1665), fiica lui Frederic al III-lea, Duce de Holstein-Gottorp. Ei au avut opt copii:
- Magdalene Sybille (1652–1712) o renumită compozitoare de cântece bisericești baroce. S-a măritat cu Ducele Wilhelm Ludwig de Württemberg.
- Sophie Eleonore (n./d. 1653).
- Georg (1654–1655).
- Marie Elisabeth (1656–1715) căsătorită în 1676 cu Ducele Henric de Saxa-Römhild.
- Auguste Magdalene (1657–1674).
- Ludovic (1658–1678), succesorul său sub numele de Ludovic al VII-lea.
- Frederic (1659–1676)
- Sophie Marie (1661–1712) căsătorită în 1681 cu Ducele Christian de Saxa-Eisenberg (1653–1707).

Soția sa a murit în 1665 încercând să aducă pe lume cel de-al nouălea copil.
2. La 5 decembrie 1666 Ludovic s-a căsătorit cu Elisabeth Dorothea de Saxa-Gotha-Altenburg (1640–1709), fiica lui Ernest I, Duce de Saxa-Gotha. Ei au avut de asemenea opt copii:
- Ernst Louis (1667–1739), succesor al fratelui său vitreg, care a domnit numai patru luni
- Georg (1669–1705), mareșal, ucis la Barcelona
- Sophie Louise (1670–1758), căsătorită cu Albrecht Ernst II von Oettingen-Oettingen (1669–1731)
- Filip (1671–1736), mareșal și guvernator de Mantua, căsătorit în 1693 cu prințesa Marie Therese de Croy (1673–1714); Enrichetta Maria d'Este a fost fiica lor.
- Johann (1672–1673)
- Heinrich (1674–1741)
- Elisabeth Dorothea (1676–1721), căsătorită cu Frederic al III-lea, Landgraf de Hesse-Homburg (1673–1746)
- Friedrich (1677–1708), ucis în bătălie

1. ↑  IdRef, accesat în 2 mai 2020